# 蒲隆地國家奧林匹克委員會
布隆迪國家奧林匹克委員會（Comité national olympique du Burundi）是布隆迪的國家奧林匹克委員會。該組織成立於1990年，是國際奧委會和非洲國家奧林匹克委員會聯合會的成員。1996年，首次派員參加在美國阿特蘭大舉行的夏季奧運會。
現時，布隆迪國家奧林匹克委員會的總部設在該國首都，主席是Evariste Ndayishmiye。

## 資料來源
1. ↑  .   [2014-03-27]. （原始内容存档于2012-07-06）.